# Piotr Przybylski (chemik)
Piotr Przybylski – polski chemik, dr hab. nauk chemicznych, profesor i kierownik Zakładu Chemii Produktów Naturalnych Wydziału Chemii Uniwersytetu im. Adama Mickiewicza w Poznaniu.

## Życiorys
21 maja 2004 obronił pracę doktorską Synteza i badania nowych zasad Schiffa gossypolu oraz ich kompleksów, 25 lutego 2011 habilitował się na podstawie rozprawy zatytułowanej Właściwości spektroskopowe i struktura nowych pochodnych produktów naturalnych: gossypolu, monenzyny A i josamycyny oraz ocena ich aktywności biologicznej. 28 listopada 2019 nadano mu tytuł profesora w zakresie nauk ścisłych i przyrodniczych. Został zatrudniony na stanowisku adiunkta w Zakładzie Biochemii  na Wydziale Chemii Uniwersytetu im. Adama Mickiewicza.
Był profesorem nadzwyczajnym Zakładu Biochemii i Zakładu Syntezy i Struktury Związków Organicznych Wydziału Chemii Uniwersytetu im. Adama Mickiewicza w Poznaniu.
Jest profesorem i kierownikiem w Zakładzie Chemii Produktów Naturalnych na Wydziale Chemii Uniwersytetu im. Adama Mickiewicza w Poznaniu.